# Share (P2P)
Share (jap. シェア, Shea) ist ein Closed-Source-Filesharingprogramm. Entwickelt wird sie in Japan von einem anonymen Autor als Nachfolger von Winny, dessen Entwickler am 10. Mai 2004 verhaftet wurde, und setzt auf hohe Sicherheit und Anonymität. Share funktioniert fast genauso in der Art und Weise wie Winny, arbeitet also mit verschlüsselten IP-Adressen, Dateinamen sowie Zwischenspeicher und basiert außerdem auf derselben Node-Architektur wie Winny.

## Funktionsweise
Das Programm existiert in zwei Varianten: Share EX2 verwendet TCP und Share NT5 UDP als Netzwerkprotokoll.
Der Nutzer von Share legt zuerst seine Downstream- und Upstreamgeschwindigkeit (mindestens 50 KB/s, eine für japanische ISPs durchschnittliche Geschwindigkeit), Port und optional eine auf einem RSA-Verschlüsselungsalgorithmus (hier: Tripcode) basierende ID fest. Die ID des Benutzers, über den intern die neuesten Versionen von Share verbreitet werden lautet ファイル倉庫NT56s0tGbv.
Im zweiten Schritt werden vom Nutzer in den Cluster-Einstellungen Schlüsselwörter definiert, von denen maximal fünf gleichzeitig aktiv sein können. Aktive Schlüsselwörter führen zu gezielten Suchaktionen von Share bei anderen Benutzern mit identischen aktiven Schlüsselwörtern. Die Mengen der Benutzer mit identischen Schlüsselwörtern werden als Cluster bezeichnet.
Die Verbindung mit anderen Benutzern führt über Nodes (Rechner, die online sind und auf denen Share läuft), deren Adressen verschlüsselt sind, sich aber auch nach Kontaktaufnahme mit anderen Nodes über diese verbreiten. Die Node-Datenbank wächst dadurch ständig weiter. Außerdem werden auf diversen privaten Seiten Listen mit verschlüsselten Adressen der Nodes zur Verfügung gestellt.
Neue Dateien sowie häufig angefragte Dateien werden automatisch in die Caches der verschiedenen Nodes geladen. Alle übertragenen Dateien sind dabei immer in mehrere Blöcke aufgeteilt, welche zudem bis zum Zeitpunkt der Vervollständigung beim Endnutzer verschlüsselt sind. Bei der Übertragung werden zwischen demjenigen Node, der eine Datei anbietet und demjenigen Node, der diese Datei anfordert, noch mehrere weitere Nodes zwischengeschaltet.
Share benutzt eine auf RC6 im ECB Mode und SHA-1 basierende Verschlüsselung, um die Identität der Nodes (IP-Adresse) sogar vor den Share-Benutzern selbst geheim zu halten. Für den normalen Benutzer ist also weder ersichtlich, mit welchen anderen IP-Adressen er verbunden ist, noch, welche Daten (abgesehen von den selbst angebotenen und angefragten) er von diesen erhält, an diese sendet oder welche von ihm abgefragt werden.

## Aufbau und Besonderheiten
Share ist durch die Nodes dezentralisiert aufgebaut und kann deshalb nicht einfach abgeschaltet werden. Es existiert kein zentraler Server, mit dem sich das Netzwerk abschalten ließe, ein Ausfall einzelner Nodes schadet dem Netzwerk ebenfalls nicht.
Share kannte ein Belohnungssystem für diejenigen, die viele Daten mit den anderen Nutzern geteilt haben. Die sogenannten Points werden beim Node, zu dem man hochlädt, gespeichert und diese Informationen mit anderen geteilt. Nutzer mit vielen Points haben eine höhere Uploadpriorität als die ohne; hat man viele Points, so wird man von den Nodes von denen Daten angefordert werden gegenüber denen ohne Points bevorzugt. Seit einiger Zeit ist dieses allerdings nicht mehr aktiv, man kann aber davon ausgehen, dass es in einer der nächsten Builds wieder aktiviert sein wird.